# Fedotovite
La fedotovite è un minerale.